# Брюкнер, Александр
Алекса́ндр Брю́кнер (пол. Aleksander Brückner, 29 января 1856, Бережаны — 24 мая 1939, Берлин) — польский историк  литературы и языковед, иностранный член-корреспондент Императорской Санкт-Петербургской академии наук (1889), член Польской (1888), Пражской и Белградской АН.

## Биография
В 1875 году окончил Львовский университет, где специализировался по классическим языкам, занимался индоевропейским и славянским языкознанием.
В 1877 году защитил докторскую диссертацию на тему «Литовско-славянские разыскания. Славянская лексика в литовском языке».
С 1876 по 1878 год — изучал славистику в Лейпцигском и Берлинском университетах.
С 1878 по 1881 год приват-доцент в Львовском университете, преподавал грамматику славянских языков.
С 1881 года — профессор славянских языков и литератур Берлинского университета.
Исследовал этимологию и топонимику, литуанистику, этнографию, историю русской литературы и фольклора.
Наряду с другими известными европейскими учёными выступил автором и редактором статей в 4 издании «Справочника по истории религий» П. Д. Шантепи де ля Соссе.
В 1913 году Брюкнер в книге «Die Wahrheit iiber die Slavenapostol» написал, что Кирилл и Мефодий действовали только в пользу Византии и меньше всего думали о славянах. Деятельность Солунских братьев, по его мнению, принесла большой вред славянам, оторвав значительную их часть от благотворного влияния западной (католической) цивилизации.

## Важнейшие публикации
- Geschichte der polnischen Literatur (1901)
- Dzieje literatury polskiej (t. 1 i 2, 1903)[8]
- Starożytna Litwa. Ludy i bogi. Szkice historyczne i mitologiczne (1904; переиздание: 1985)
- Historia literatury rosyjskiej (1905)
- Mikołaj Rej i różnowiercy polscy (1906)
- Dzieje języka polskiego (1906)
- Zasady etymologii słowiańskiej (1917)
- Mitologia słowiańska (1918; переиздание: 1980)
- Mitologia polska (1924; переиздание: 1980)
- Słownik etymologiczny języka polskiego (1926—1927)
- Dzieje kultury polskiej (t. 1-4, 1930—1932; 1991)
- Encyklopedia staropolska (t.1-2, 1937—1939; репринт: 1990).